# 4841 Manjiro
4841 Manjiro è un asteroide della fascia principale. Scoperto nel 1989, presenta un'orbita caratterizzata da un semiasse maggiore pari a 2,3089055 UA e da un'eccentricità di 0,1037824, inclinata di 3,87755° rispetto all'eclittica.